# Tiwai
Tiwai Island ist ein Wildschutzgebiet und Insel im Südosten von Sierra Leone. Es bedeutet „Große Insel“ in der Sprache der Mende. Neben dem Outamba-Kilimi-Nationalpark und Gola-Regenwald-Nationalpark zählt Tiwai zu den bekanntesten Schutzgebieten und Touristenattraktionen in Sierra Leone. Die Insel befindet sich im Moa.
Tiwai ist seit Mitte 2025 UNESCO-Welterbe. Die Insel weist eine der weltweit höchsten Dichten an Primaten, von insgesamt 11 Arten, auf.
Am 2. Oktober 2015 hat ein Tornado weite Teile der Infrastruktur und der Natur auf der Insel zerstört.

## Der Park

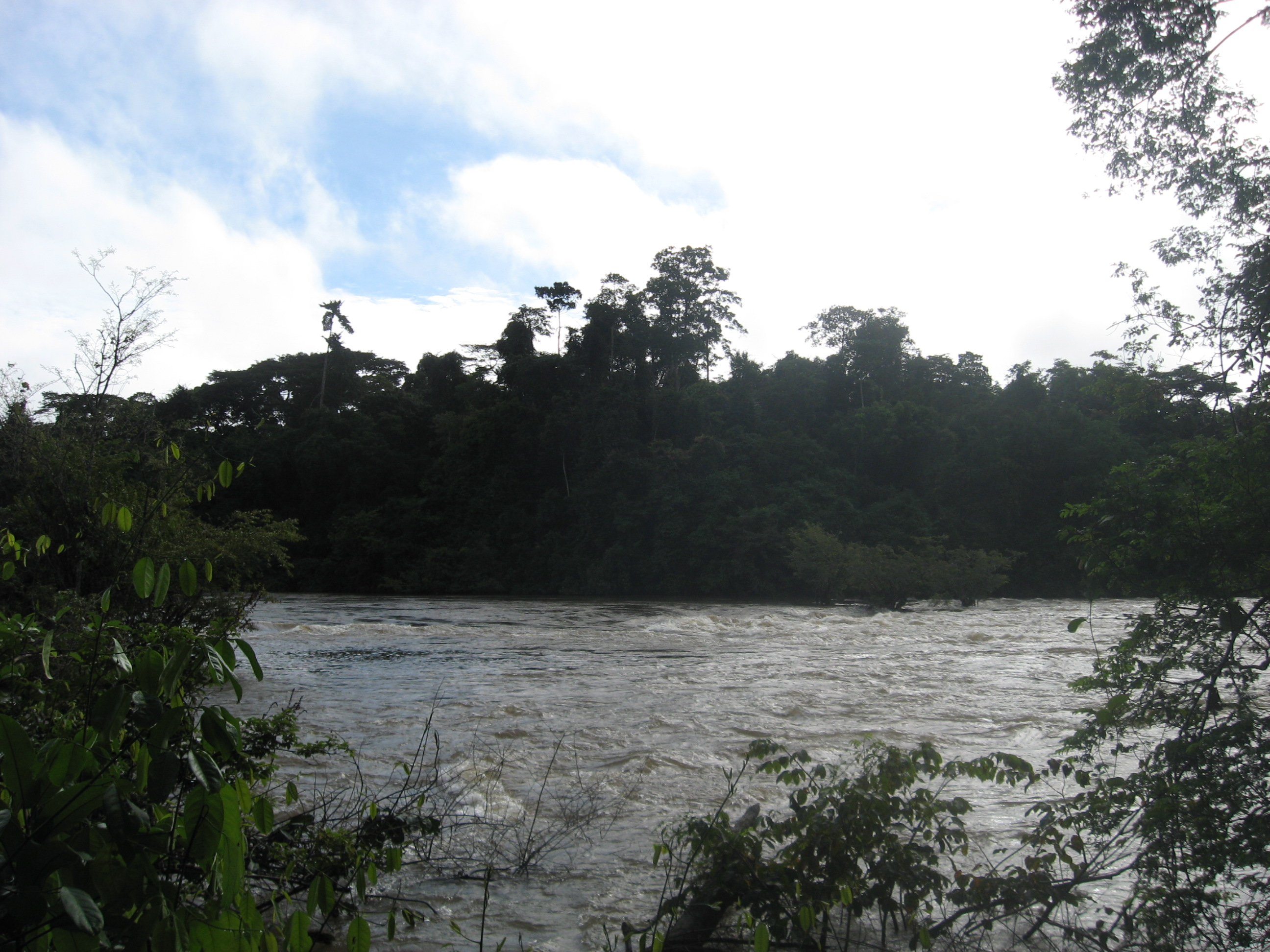
Tiwai

### Einführung
Das Schutzgebiet wird als einziges in Sierra Leone lokal verwaltet und von der Environmental Foundation for Africa unterstützt. 
Ende des 19. Jahrhunderts wurde die eine Hälfte der Insel von Königin Nyarroh von Barri aus Liebe an den Chef der Koya verschenkt und frühzeitig als Schutzgebiet eingerichtet. In den 1980er Jahren wurde es offiziell proklamiert.

### Anreise
Der Park ist mit einem Geländefahrzeug über die Stadt Bo zu erreichen. 

### Unterkünfte und Einrichtungen
An verschiedenen Stellen im Schutzgebiet gibt es Zeltplätze, die jedoch sehr spartanisch ausgestattet sind. Es wird kein Bettzeug oder Bettwäsche gestellt. Wasser ist zwar vorhanden, jedoch nicht als Trinkwasser. Im einen Kilometer entfernten Dorf lässt sich einkaufen. In den Unterkünften selbst wird lokales Essen zubereitet.
Im Visitors Centre gibt es einen kleinen Souvenirladen und eine ständig aktualisierte Karte mit den letzten Beobachtungsorten seltener Tierarten.

### Aktivitäten
- Am Nordende der Insel gibt es einen kleinen und feinsandigen Strand. Hier kann mit Vorsicht vor Krokodilen und Flusspferden gebadet werden.
- Bootsfahrten werden vom Visitors Center aus auf dem Moa-Fluss angeboten.
- Geführte Wanderungen sind der Höhepunkt einer Reise nach Tiwai Island; mehr als 50 Kilometer Wanderwege stehen zur Verfügung.

## Fauna und Flora
Im Wildschutzgebiet gibt es mehr als 135 Vogelarten. Hierunter sind acht verschiedene Arten von Nashornvögeln. Die elf verschiedenen Primatenarten machen Tiwai zum wichtigsten Affenschutzgebiet der Erde. Die Schimpansen von Tiwai zählen zu den intelligentesten und benutzen intensiv verschiedene Werkzeuge. Ebenfalls sehenswert sind die äußerst seltenen Zwergflusspferde.
Mehr als 700 Pflanzenarten wurden auf der Insel registriert.